# Jakob Küster
Jakob Küster (* 28. Januar 1947 in Diepoldsau) ist ein ehemaliger Schweizer Radrennfahrer und nationaler Meister im Radsport.

## Sportliche Laufbahn
Küster war Spezialist für Querfeldeinrennen. 1970 gewann er im Querfeldeinrennen (heutige Bezeichnung Cyclosport) die nationale Meisterschaft vor Peter Frischknecht. 1971 wurde er Vize-Meister hinter Hermann Gretener und 1969 Dritter im Meisterschaftsrennen.
Viermal startete er bei den UCI-Weltmeisterschaften im Querfeldeinrennen. 1968 wurde er beim Sieg von Roger De Vlaeminck Sechster. 1969 belegte er hinter drei Fahrern aus Belgien den 4. Platz und war damit bester Schweizer. 1970 wurde er 26. und 1971 7. und wiederum bester Schweizer.